# Isaiah Osbourne
Isaiah George Osbourne (Birmingham, 15 november 1987) is een Engelse voetballer die speelt als middenvelder voor Forest Green Rovers.

## Clubcarrière

### Aston Villa
Osbourne kreeg nummer 27 onder de toenmalig nieuwe coach Martin O'Neill. Osbourne maakte zijn Premier League debuut op 21 oktober 2006, wanneer hij als invaller in de tweede helft inkwam tegen Fulham op Villa Park. Op 28 december 2006 tekende Osbourne een drie en een halfjarig contract wat hem verbond met de club tot 2010. Op 10 januari 2008 wilde Villa Osbourne uitlenen aan Leicester City, maar op het laatst moest Martin O'Neill de huur annuleren, hij kampte namelijk met veel blessureleed in zijn ploeg. Later werd hij toch nog uitgeleend, eerst aan Nottingham Forest en daarna aan Middlesbrough.

### Hibernian
In augustus 2011 zette Osbourne zijn handtekening onder een tweejarig contract bij Hibernian. Op 14 augustus maakte hij zijn debuut door tegen Kilmarnock na de rust als wisselspeler in het veld te komen. Hij kon echter niet voorkomen dat zijn nieuwe ploeg met 4-1 ten onder ging.

### Forest Green Rovers
Osbourne speelt nu bij Forest Green Rovers, dat uitkomt in de vierde competitie van Engeland

### Internationale carrière
Osbourne heeft lang gespeeld in het Engelse team onder 16, dit maakte hem tot een van de sterspelers van het tweede team van Villa. Momenteel speelt Osbourne regelmatig in het Engelse team onder de 21.